# Islote Horacio
Pour les articles homonymes, voir Horacio (homonymie).
Islote Horacio est une petite île avec un phare, au large de la côte nord orientale de Bioko, en Guinée équatoriale.  L'île fait 300 m sur 300 m.